# Perico el del Lunar
Perico el del lunar (Jerez de la Frontera, 1894 - Madrid, 17 de marzo de 1964) es el nombre artístico del guitarrista andaluz Pedro del Valle Pichardo.
Actuó en los principales teatros de España y del extranjero y dirigió la primera antología discográfica del flamenco. Fue figura del tablao Zambra de Madrid junto a El Gallina, nombre artístico de Rafael Romero Romero, cantaor al que acompañaba.  
También es el apodo de su hijo, Pedro del Valle Castro, quien le acompañó a partir de los 17 años en sus giras. 